# Фаворский, Владимир Андреевич

Н. Л. Бродский, Б. И. Лебедев, В. А. Фаворский, Н. В. Ильин на выставке рисунка Бориса Лебедева, 1940-е годы

Надгробие на Новодевичьем кладбище

Влади́мир Андре́евич Фаво́рский (2 [14] марта 1886, Москва — 29 декабря 1964, Москва) — русский советский график, иллюстратор, ксилограф, искусствовед, сценограф, педагог. Действительный член Академии художеств СССР (с 1962; член-корреспондент с 1957). Народный художник СССР (1963). Лауреат Ленинской премии (1962).

## Биография
Родился в Москве; средний из трёх сыновей адвоката и земского деятеля, позднее депутата Государственной думы Андрея Евграфовича Фаворского и его жены Ольги Владимировны, урождённой Шервуд, дочери архитектора и живописца В. О. Шервуда.
Первые навыки в рисовании получил дома под руководством своей матери; в 1903—1905 годах занимался в школе-студии Константина Юона и Ивана Дудина, посещал вечерние занятия по скульптуре в Строгановском художественно-промышленном училище. После окончания московской гимназии № 5 в 1905 году уехал в Германию. В Мюнхене вначале хотел пойти к Антону Ашбе, но в связи с кончиной последнего стал учеником Шимона Холлоши. Одновременно с обучением рисунку и живописи посещал в Мюнхене занятия на искусствоведческом отделении философского факультета: слушал лекции Х. Корнелиуса (последователя Адольфа Гильдебранда), Адольфа Фуртвенглера, Карла Фолля. Холлоши познакомил молодого художника с творчеством Ханса фон Маре — члена «римского кружка», в который входил и Гильдебранд. На уроках у Холлоши художнику открылось, что «Маре и Сезанн связаны воедино». В 1907 году вернулся в Москву.
В 1907 году поступил на историко-филологический факультет Московского университета. В 1913 году окончил искусствоведческое отделение этого факультета, которое было организовано по инициативе профессора Н. И. Романова (создававшего вместе с И. В. Цветаевым Музей изящных искусств) в Москве и студентов Б. Р. Виппера, К. Н. Истомина, Д. С. Недовича, В. А. Фаворского.
Тема дипломной работы художника — «Джотто и его предшественники», в ней он попытался проанализировать сложность пространственных отношений в живописи итальянского проторенессанса. В этот же год в Москве открылась первая выставка древнерусских икон из собрания Сергея и Степана Рябушинских. Тогда же художник работал над переводом на русский язык с немецкого книги А. Гильдебранда «Проблема формы в изобразительном искусстве».
В 1918—1919 годах преподавал во Вторых свободных художественных мастерских в Москве. С 1921 года преподавал во ВХУТЕМАСе, в 1923—1925 годах был ректором. Как и в немецком Баухаузе, во ВХУТЕМАСе, создали «основное» (подготовительное) отделение, где читали общий пропедевтический курс «формальной композиции». Его авторами были В. А. Фаворский, П. Я. Павлинов, К. Н. Истомин. В 1921—1924 годах по приглашению В. А. Фаворского во ВХУТЕМАСе преподавал теорию искусства П. А. Флоренский. Сам художник преподавал на графическом факультете ксилографию (гравюру на дереве), на основном отделении читал курс «Введение в теорию пространственных искусств», на графическом факультете также — «Теорию композиции» и «Теорию графики». Программа курса «Теория композиции» сохранилась в архивах художника, она составлена под воздействием книги А. Гильдебранда «Проблема формы в изобразительном искусстве».
В 1930—1934 годах преподавал в Полиграфическом институте, в 1933—1938 — в Архитектурном институте, в 1934—1938 — в Институте изобразительного искусства, в 1943—1948 — в Институте прикладного и декоративного искусства (все в Москве). Профессор.
В 1936—1941 годах — консультант Мастерской монументальной живописи при Академии архитектуры СССР.
Член общества художников «Четыре искусства» (1924—1930, один из членов-учредителей), член-корреспондент Союза немецких художников книги (1928).
Член Союза художников СССР.
Умер 29 декабря 1964 года в Москве; похоронен на Новодевичьем кладбище, рядом с захоронениями сыновей (уч. 6).

## Творчество и теория искусства
В 1923 году А. М. Эфрос назвал художника «Сезанном современной ксилографии». Рассматривая ранние гравюры и рисунки художника, мы ясно ощущаем напряжённость изобразительного пространства. Как Сезанн с помощью цвета, так и Фаворский штрихом и тоном создает сложные отношения «выступающих» и «отступающих» форм. Иногда «пустые» участки бумаги становятся формой и выглядят активнее, чем чёрная типографская краска или карандашный штрих. Эти «интенции» далеки от пассивного срисовывания «объективной» натуры, они образуют особое феноменологическое, или концептуальное, пространство.
«Всё, что мы воспринимаем, — писал В. А. Фаворский в статье „О композиции“ (1932), — движется и живёт в пространстве и времени. Поэтому любая реальность должна изображаться не только трёхмерно, но и непременно с учётом движения фигуры». Свою мысль Фаворский заключил так: «композиция — это есть изображение времени». Мастер настойчиво доказывал и демонстрировал на примере своих гравюр, как взаимодействуют чёрное и белое — одно и то же изображение мы можем воспринимать как чёрное на белом или как белое на чёрном, это создаёт пространственность гравюры, одновременно «в цвето-пространственные отношения вступает белизна бумаги», а осязательные, двигательные ощущения придают изображению пространственно-временну́ю целостность. Причем «черное в гравюре выглядит активнее, материальнее», оно «сопротивляется», противодействует белому, а белое «не пускает чёрное», что и выражает гравюрный штрих. Приводя к единству противоположные начала, художник постигает возможность «цельно воспринимать, видеть и изображать разнопространственное и разновременно́е».
Художник возродил классическую чёрноштриховую гравюру на дереве и создал отечественную школу книжной иллюстрации. Он и его последователи в 1910—1930-х годах решительно отказались от белого штриха, вернулись к средневековой технике, но при этом по-новому стали решать задачи особенной, специфичной для искусства гравюры целостности пространственных отношений изображения на плоскости белого листа бумаги. Формальная интенсивность взаимодействия чёрного и белого тонов, «звучность» и декоративность гравюр художников новой школы способствовали их органичному «вхождению» в композицию книги «как целостного организма» (определение Фаворского). Иллюстрации строились без обрамлений — свободным пятном на белом поле листа как особом изобразительном пространстве — и, следовательно, активно взаимодействовали с пространством книги. Конструктивность изображений — иллюстраций, виньеток, заставок, органичная связь изображений со шрифтом, который также «конструировали» художники школы Фаворского, создавали оригинальные художественные тропы, особый метафорический язык, сближавший графику и искусство слова.
По слухам, В. А. Фаворский решал задачу обойти претензии заказчиков следующим образом:

Выполнив очередной заказ, Фаворский непременно пририсовывал в уголке… маленькую жёлтую собачку. … Когда клиент получал работу, он … начинал требовать собачку убрать… Художник протестовал, убеждая …, что собачка — … ценнейший элемент, … основа композиции…. …клиент настаивал, Фаворский в итоге… сдавался и закрашивал несчастное животное, а заказчик отирал пот… . …борьба с собачками клиентов… так выматывала, что замечать другие недостатки сил… не оставалось…, и… заказ они принимали безо всяких возражений.

## Художники школы В. А. Фаворского
Среди первых учеников «круга Фаворского», сформировавшегося к 1929 году, были М. М. Аксельрод (1902—1970), А. Д. Гончаров, Б. В. Грозевский (1899—1955), П. Я. Павлинов, Н. И. Падалицын, М. Л. Фрам, И. А. Шпинель.
В декабре 1921 года при Петроградском университете было основано издательство Философского общества. Его деятельность началась с издания сочинений Платона, отсюда возникло название (в латинской транскрипции): «ACADEMIA». С 1923 года издательство размещалось при Институте истории искусств графа В. П. Зубова («Зубовском институте») на Исаакиевской площади в Петрограде. В 1929 году его перевели в Москву. В 1932 году в СССР из Италии возвратился «пролетарский писатель» А. М. Горький. В советской истории он считается организатором московского издательства «ACADEMIA». Директором в 1933 году назначили Л. Б. Каменева, который вместе с А. М. Горьким задумал и осуществил издание серии «Сокровища мировой литературы». Для оформления и создания иллюстраций были приглашены лучшие художники, в том числе ксилографы школы В. А. Фаворского. Учениками художника были С. Д. Бигос, А. Д. Гончаров (1903—1979), А. А. Дейнека, Г. А. Ечеистов (1897—1946), Л. А. Жолткевич (1901—1991), Ф. Д. Константинов, Л. Р. Мюльгаупт, М. И. Пиков (1903—1973), Ю. И. Пименов, М. И. Поляков, А. Г. Тышлер. А также в той или иной степени испытали влияние графики, вышедшие из ВХУТЕМАСа: Меер Аксельрод , Александра Билль (1914—1992), Евгений Бургункер (1906—1966), Михаил Горшман (1902—1972), Людвиг Квятковский (1894—1977), Фёдор Константинов (1910—1997), Гершон Кравцов (1906—1981), Александр Малушин ([уточнить]), Лев Мюльгаупт (1900—1986), Михаил Поляков (1903—1978), Вадим Ростовцев (1906—1977), Павел Рябов (1899—1971), Георгий Туганов (1902—1941).

## Семья и потомки
- Жена — Мария Дервиз (1887—1959), дочь художника В. Д. Дервиза (1859—1937); по материнской линии внучка известных педагогов Я. М. Симоновича и А. С. Симонович, племянница В. А. Серова[15]. Их дети:
  - Никита Владимирович Фаворский (1915—1941), график и декоратор-монументалист, ученик своего отца; погиб на фронте под Москвой, похоронен на Новодевичьем кладбище[7].
  - Иван Владимирович Фаворский (1924—1945), график и декоратор-прикладник, ученик своего отца; погиб на фронте под Кёнигсбергом, похоронен на Новодевичьем кладбище[7].
  - Мария Владимировна Фаворская-Шаховская (1928—2024) — художник-керамист, её муж, крестный сын В. А. Фаворского — Дмитрий Михайлович Шаховской (1928—2016), скульптор, автор часов на фасаде Театра кукол имени С. В. Образцова, сын православного священника Михаила Шика, расстрелянного в 1937 году, и представительницы старинного дворянского рода Наталии Дмитриевны Шаховской[16], авторов книги о М. Фарадее «Загадка магнита».
    - Иван Дмитриевич Шаховской, художник. Его супруга Елена Николаевна, профессиональный художник
      - Николай Иванович Шаховской, художник, компьютерный график
      - Софья Ивановна Касьян, художник

    - Наталья Дмитриевна, поэт и переводчик[17].
      - Елизавета Александровна Журавлёва, художник кино

    - Дарья Дмитриевна, мастер декоративно-прикладного искусства; была замужем за искусствоведом и художником-реставратором Владимиром Сарабьяновым (1958–2013), сыном академика Д. В. Сарабьянова. Их дети, правнуки В. А. Фаворского:
      - Михаил Владимирович Сарабьянов, художник-ксилограф;
      - Иван Владимирович Сарабьянов, художник-реставратор;
      - Мария Владимировна Сарабьянова, живописец[18].

## Награды и звания
- Заслуженный деятель искусств РСФСР (1956)
- Народный художник РСФСР (1959)
- Народный художник СССР (1963)
- Ленинская премия (1962) — за иллюстрации к классическим произведениям русской литературы («Слово о полку Игореве», «Борис Годунов» и «Маленькие трагедии» А. С. Пушкина)
- Георгиевский крест 4 степени
- Гран-при Всемирной выставки декоративных искусств в Париже (1925)
- Гран-при Всемирной выставки в Париже (1937)
- Золотая медаль Всемирной выставки в Брюсселе (1958)
- Золотая (1959), Золотая коллективная и Серебряная (1965) медали на Международной выставке искусства книги в Лейпциге
- Дипломы Всесоюзных конкурсов на лучшее издание года (1960, 1961, 1962, 1965).
- Почётный член Академии дизайна (Флоренция, 1963)
- Член-корреспондент Немецкой академии искусств (1964).

## Произведения
- Групповой портрет с лежащими фигурами. 1910. Гравюра на дереве
- Святой Георгий. 1911. Гравюра на дереве
- Автопортрет. 1912. Индийская тушь, гуашь
- Портрет художника К. Истомина. 1918. Гравюра на дереве
- Вид Москвы с Воробьёвых гор. Из «Московской серии». 1918. Гравюра на дереве
- Буквицы к книге А. Франса «Мнения господина Жерома Куаньяра». 1918
- Октябрь 1917, 1928
- Ф. Достоевский, 1929
- Пушкин-лицеист, 1935
- серия «Великие русские полководцы», 1945—1947

### Иллюстрации и книги
- «Суждения господина Жерома Куаньяра» А. Франса, 1918
- «Мнимости в геометрии» П. Флоренского (изд. 1922)
- «Книга Руфь» (1925)
- «Данте. Vita nova» (1934)
- «Фамарь» А. Глобы (изд. в 1923)
- «Труды и дни Михаила Ломоносова» Г. Шторма (изд. в 1934)
- «Гамлет, принц Датский» У. Шекспира (1941)
- «Сонеты» Шекспира (изд. в 1948)
- сборник «Роберт Бернс в переводах С. Маршака» (изд. в 1950)
- «Слово о полку Игореве» (изд. в 1954)
- «Борис Годунов» (1955, изд. в 1956)
- «Маленькие трагедии» (изд. в 1961)
- «Джангар»
- «Наша древняя столица» (изд. в 1950)

### Театр
- «Давид» М. Королькова. Театр марионеток, петрушек и теней. 1918.

Давид. Кукла-марионетка. Дерево, роспись; Высота 65
Голова Голиафа. Дерево, роспись; Высота 19
Голова женщины библейского типа (Мелхола?). Дерево, роспись; Высота 25
Голова старика библейского типа (Самуил?). Дерево, роспись; Высота 52
Музей театральной куклы при Государственном центральном театре кукол.
- «Липанюшка» (по сказке А. Афанасьева). Театр марионеток, петрушек и теней. 1918.

Куклы-марионетки:
Старик. Дерево, роспись; Высота 61
Старуха. Дерево, роспись; Высота 56
Баба-яга. Дерево, роспись; Высота 50
Музей театральной куклы при Государственном центральном театре кукол.
- Куклы-марионетки к неизвестному спектаклю. 1918.

Горбун. Дерево, роспись; Высота 40
Старуха. Дерево, роспись; Высота 40
Девушка. Дерево, роспись; Высота 40
Собственность семьи П. Я. Павлинова.
- «Двенадцатая ночь» У. Шекспира — МХАТ II. 1933 — Эскизы.

Общая декорационная установка. Бумага, акварель, гуашь, тушь: 38,9×58,4
Панно к сцене «Кладовая». Бумага, акварель, гуашь, тушь: 54,8×63,6
Занавес к сцене «Берег моря» (Буря). Бумага, акварель, гуашь, тушь: 44×68
Детали макета — силуэты рельефов, занавески, прорисовка архитектурных деталей. Бумага, акварель.
Костюмы (8). Бумага, акварель.
Государственный театральный музей имени А. А. Бахрушина.
Задник: Город. Бумага, акварель: 39,5×59
Панно к сцене «Кладовая». Бумага, гуашь, тушь: 57×46
Занавес к сцене «Берег моря» (Буря). Бумага, акварель: 36×47
Задник «Волна». Бумага, акварель: 40×71
«Волна». Бумага, картон: 39×57
Костюмы (17). Бумага, акварель.
- «Ложь» («Семья Ивановых») А. Афиногенова — МХАТ II. 1934 (не осуществлено) — Эскизы.

Декорация I акта «Большая веранда загородного коттеджа семьи Ивановых». Бумага, акварель: 40×60
Декорация II акта «Заводской парк с летним театром». Бумага, акварель 45×65
Декорация II акта «Заводской парк с летним театром». Бумага, акварель 27,5×56,5
Декорация II акта «Заводской парк с летним театром». Бумага, акварель 22,5×31,5
Декорация II акта «Заводской парк с летним театром». Бумага, акварель 27,5×37
Прорисовки деталей декораций: «Деревья». Бумага, картон.
Декорация III акта «Кабинет Александра Петровича Рядового»
Государственный театральный музей имени А. А. Бахрушина.
- «Испанский священник» Дж. Флетчера — МХАТ II. 1935 (художник А. Лентулов)

Эскиз костюма Амаранты работы В. А. Фаворского. Бумага, акварель 36×21
ЦГАЛИ, ф. 2049, оп. 1, ед. хр. 61
- «Мольба о жизни» Ж. Деваля — МХАТ II. 1935 — Эскизы.

Декорация: задник к «Прологу», «Нотрдам». Бумага, тушь 55×66
Государственный театральный музей имени А. А. Бахрушина.
Декорация к сцене «Пролог». Бумага, акварель 43,5×58
Декорация «Пролог», первый вариант (не сохранился)
Декорация II акта: «Будуар перед комнатой Франсуазы». Бумага, акварель 45×66
Костюмы (37)
- «Моцарт и Сальери», «Каменный гость» А. Пушкина — Театр имени МОСПС. 1937 — Эскизы.

«Моцарт и Сальери»
1-я сцена «Комната Сальери» (не сохранился)
Декорация 2-й сцены «Особая комната в трактире; фортепиано». Бумага, акварель 42×66,5
Костюмы (2). Бумага, акварель.
Музей государственного академического театра имени Моссовета
«Каменный гость»
Декорация 1-й сцены: «Дон Гуан и Лепорелло». Бумага, картон 37×48
Костюмы (3). Бумага, акварель
Государственный театральный музей имени А. А. Бахрушина.
Декорация 4-й сцены: «Комната Донны Анны». Бумага, акварель.
Костюмы (9)
- «Скупой рыцарь» А. Пушкина — Театр имени МОСПС. 1937 (не осуществлено) — Эскизы

Декорация 1-й сцены: «В башне». Картон 35,8×44,9
Государственный музей изобразительных искусств имени А. С. Пушкина
Декорация 1-й сцены: В башне. Бумага. акварель 50×69,8
Декорация 2-й сцены: Подвал. Бумага, акварель 51,5×69
Декорация 3-й сцены: Во дворце. Бумага, акварель 49,3×67,5
- «Собака на сене» Л. де Веги — Театр Революции. 1937 — Эскизы

Единая декорационная установка. Бумага, картон 50×75
Задник. Бумага, акварель, гуашь 50×76
Костюмы (11)
Музей Московского академического театра имени Вл. Маяковского
- «Виндзорские проказницы» О. Николаи — Ленинградский театр музыкальной комедии. 1938 (не осуществлено) — Эскизы

Декорация 1-й картины I действия: «Улица в Виндзоре». Бумага, акварель 55×77
Декорация 2-й картины II действия: «В доме Форда». Бумага, акварель 50×66
Декорация 1-й картины II действия: «Таверна». Бумага, акварель 49,5×75
Декорация III действия: «Виндзорский парк». Бумага, акварель 29,2×41
Задник. Бумага, акварель 30×43
Занавес. Бумага, акварель 30×42,5
Задник. Бумага, картон 50,5×77
- «Орфей» («Орфей и Эвридика») К. Глюка — Государственный ансамбль оперы под руководством И. С. Козловского. 1938 (не осуществлено) — Эскизы

Декорация I действия: «Священная роща». Бумага, акварель 57×77
Декорация II действия: «Подземное царство». Бумага, акварель 57×77
Декорация II действия: «Подземное царство». Вариант. Бумага, акварель 57×77
- «Орестея» С. Танеева — Московская государственная консерватория, Малый зал. 1939

Эскиз декорации. Бумага, акварель 57×77
- «Великий государь» В. Соловьёва — Государственный театр имени Евг. Вахтангова. 1945 — Эскизы

Декорация: «Опочивальня Годунова». Бумага, акварель, тушь 45×65
Декорация: «Большая престольная палата». Бумага, картон, акварель 45×65
Декорация: «Часовня». (Сцена не вошла в спектакль). Бумага, картон, тушь 45×64,5
Декорация: «Трапезная в доме Шуйского». Бумага, картон, акварель, тушь 44,4×63,5
Государственный театральный музей имени А. А. Бахрушина.
Декорация (занавес). Бумага, акварель 31,5×48,5
Декорация 2-й картины: «Шатёр на берегу Варяжского моря». Бумага, акварель 43,5×64
Задник ко 2-й картине: «Шатёр на берегу Варяжского моря». Бумага, акварель 42×58
Задник ко 2-й картине: «Шатёр на берегу Варяжского моря». Бумага, акварель 33,5×50
Декорация: «Александровская слобода». Бумага, акварель 43×62
Декорация: «Александровская слобода». Бумага, акварель 33×46
Музей Государственного театра имени Евг. Вахтангова.
Грим. Бумага, картон 24,5×14
ЦГАЛИ, ф. 2376, оп. 1, ед. хр. 349
Занавес. Бумага, акварель 39×60
Занавес. Бумага, картон 29,5×40
Занавес. Бумага, цветной картон 32×40
Декорация: «Интерьер». Бумага, картон, акварель, тушь 32×44,5
Декорация: «Престольная палата». Бумага, акварель 32×42,5
Декорация: «Покои царицы Марии Нагой». Бумага, цветной картон 22,5×32
Декорация: «Интерьер». Бумага, картон 46×32
Декорация: «Интерьер». Бумага, акварель 45,5×66
Декорация: «Интерьер». Бумага, акварель 45,5×66
- «Орестея» С. Танеева — Ансамбль советской оперы Всероссийского театрального общества. Большой зал Дома актёра ВТО. 1946 — Эскизы

Декорация. Бумага, картон 20×32
Декорация. Бумага, картон, акварель 27×60
- «Фархад и Ширин» С. Вургуна — Калининский областной театр драмы. 1946 — Эскизы декораций — В. Фаворский, В. Элькоин, костюмы — В. Фаворский

Декорация: «Интерьер». Бумага на картоне, картон, акварель, тушь 49×59,8
Декорация: «Дворец Хосрова». Бумага, картон, акварель 49,8×69,6
Задник к этой декорации. Бумага, акварель 23,8×36,4
Декорация: «Покои Хосрова». Бумага, картон, акварель 50×69,8
Декорация: «Дворец Хосрова. Покои Ширин». Бумага, картон, акварель 50×69,5
Задник к этой декорации. Бумага, акварель 23,8×36,4
Декорация: «Дворец Хосрова». Бумага, картон, акварель 23,8×36,4
Декорация: «Древний Азербайджан. У стен крепости». Бумага, картон, акварель 50×69,7
Декорация: «Гора Бистун». Бумага, картон, акварель 50×69,5
Декорация: «Граница Ирана». Бумага, картон, акварель 50,2×69,5
Задник к этой картине. Бумага, картон, акварель 23,8×36,4
Калининская областная картинная галерея
Костюмы (26). Бумага, картон, акварель
Музей Калининского областного театра драмы
Эскизы, принадлежность которых не обозначена — в коллекции В. А. Фаворского / Фаворский в театре. Сборник. — М.: Союз театральных деятелей РСФСР, 1988.

## Память
Имя художника присвоено Институту графики и искусства книги Высшей школы печати и медиаиндустрии Московского политехнического университета.